# Катя Chilly
Катерина Петрівна Боголюбова (Кондратенко) більш відома як Катя Chilly або Катя Чилі (нар. 12 липня 1978, Київ) — українська співачка, музикантка й композиторка. За п'ятнадцять років професійної кар'єри випустила чотири альбоми, що привернули значну увагу преси й глядачів.

## Дитинство і юність
Катя Кондратенко народилася 12 липня 1978 року в Києві. На телебачення Катя вперше потрапила влітку 1986-го — концерт «Діти Чорнобилю» в одному з піонертаборів показало наше телебачення. Це був перший серйозний виступ восьмирічної Каті, вона виконала пісню «Тридцять три корови». Співачка згадує: «Все це випадково знімалося телебаченням, і я відчула, як до моєї крові потрапив вірус сцени, який, в принципі, неможливо вивести».
Навчаючись у третьому класі загальноосвітньої школи, Катя старанно відвідувала фольклорний колектив і співала в дитячому фольклорному хорі «Ореля». Крім цього навчалася в музичній школі грі на фортепіано та віолончелі. Пізніше, в сьомому класі, перейшла до школи мистецтв на фольклорне відділення. Потім прийшла черга Українського гуманітарного ліцею при Національному університеті імені Тараса Шевченка. Далі Катя вивчала фольклористику на філологічному факультеті цього ж університету.
Творчий шлях почався ще в 1992 році, коли Катя отримала гран-прі на конкурсі «Фант-лото Надія» з піснями своєї вчительки Ірини Сивохіної «Білі крила» і «Бісенятко». На цьому конкурсі доля звела її з композитором Сергієм Івановичем Сметаніним, котрий зрідка виступав як автор-виконавець, а частіше писав пісні для молодих співаків. Він почав писати і для Каті. Це такі пісні як «Прости, прощай», «Буде так». З весни 1996 року Сергій зосередився на попавангардному проєкті (поєднання прадавніх слов'янських ритуальних співів з надсучасно аранжованою музикою) із співачкою Катею Кондратенко. З 30 травня вона живе з новим іменем Катя Chilly.

## Професійна діяльність

### 1996—1999
Перші професійні виступи Каті Chilly відбулися на «Пісенному вернісажі-96» і «Ялті-96» (червень–липень 1996 р.). Цього ж року вона стала найзначнішим відкриттям в українській попмузиці, виборовши перше місце серед попвиконавців на фестивалі «Червона рута» у Харкові (28-29.04.1996).
У кінці 1996 року Сметанін і Катя повернулися з Єгипту і привезли матеріал для дебютного альбому співачки «Русалки In Da House», вихід якого було заплановано на кінець вересня 1997 року. Хоч київська компанія Zone Records (партнер PolyGram) і спромоглася презентувати його в грудні 1997-го, проте розтиражувати його вдалося лише 26 серпня 1998 року. Одночасно Катя Chilly продовжувала свою концертну діяльність.
У кінці червня 1997 року Катя Chilly виступила на П'ятнадцятому ювілейному фестивалі української культури в Перемишлі (Польща). 25 жовтня 1997 року разом з Lucky Strike Party та DJ Шалом (з Green Grey).
У кінці липня 1999 року Катя Chilly вирушила в турне містами Західної Європи. За кордоном співачка виступала в Польщі, Німеччині, Швеції, США та ін. Також у кінці липня з'явився перший її відеокліп «У землі», який було відзнято у Польщі.

### 2000—2003
З 2000 року Катя співпрацювала з композиторами, аранжувальниками і мультиінструменталістами Леонідом Белеєм із «Мандрів» та Олександром Юрченком (екс — «Yarn», «Blemish») — записаний згодом альбом «Сон» так і не був виданий, попри те, що програма була успішно об’їжджена на майданчиках Англії і Росії. Катя натомість закінчила Університет і продовжила навчання в аспірантурі — як Київського, так і Люблінського університетів.
У березні 2001 року Катя виступила з концертною програмою в Лондоні, де дала більше 40 концертів. Виступ Каті у прямому ефірі транслювала компанія BBC. Ця компанія також зняла кліп (live) співачки, який рік транслювався в ефірі каналу.
Навесні 2003 року Катя Chilly нагадала про себе спільним кліпом «Понад хмарами», заспівавши дуетом з лідером з гурту «Тартак» Сашком Положинським.

### 2005—2006
У червні 2005 року Катя Chilly у співпраці з компанією Ukrainian Records презентувала пілотний до нового альбому максісингл «Півні». Над створенням реміксів працювали відомі російські та українські діджеї: Tka4 (Київ), Євген Арсєнтьєв (Москва), DJ Lemon (Київ), Professor Moriarti (Москва), LP (Калінінград).
Навесні 2006 року Катя Chilly випустила альбом «Я — молодая», до якого увійшли 13 треків. Серед них — кілька вже представлених треків: дует з Сашком Положинським «Понад хмарами», випущена на синглі композиція «Півні» та пісня «Я — молодая», музичне відео на яке вийшло у середині лютого. Альбом являє собою синтез фольклору та сучасної електронної музики. В основу більшості композицій альбому покладено народні слова («Крашен вечір», «Зозуля», «Криниченька»). У концепцію роботи вдало вписалися вірші сучасних авторів — харківської поетеси Ніни Супруненко, Ольги Башкрірової та Федора Млинченка.

### 2007—2009
У 2007 році Катя Chilly виступає зі спільним проєктом з відомим українським джазовим колективом «Solominband», куди входять Віктор Соломін (домра), Олексій Боголюбов (фортепіано), Алік Фатаєв (ударні), Костянтин Іоненко (бас-гітара). Нова програма «Крашен вечір» поєднує в собі український фольклор у джазовій обробці. Відігравши цю програму на концертних майданчиках Києва, Катя Chilly і «Solominband» стають хедлайнерами одного з найвідоміших джазових фестивалів України, котрий щорічно з 2003 року проходить у Коктебелі «Джаз Коктебель 2007».
У 2008 році до гурту «Катя Chilly Group 432Гц» входили такі музиканти: Максим Сидоренко (піаніно), Ксенія Задорська (скрипка), Юрій HOBOT Галінін (контрабас), Дмитро Борисов (джамбей), Ваня Власенко (дарбука).
У 2009 році Катя Chilly — хедлайнер основних українських фестивалів: «Співочі тераси», «Золоті ворота», «Червона рута», «Антонич-фест», «Рожаниця». Наприкінці року Катя Chilly стає хедлайнером конкурсу «Дитяче Євробачення-2009», яке проходило в Києві.

### 2017—дотепер
У 2017 році Chilly брала участь у сьомому сезоні вокального талант-шоу «Голос країни». На сліпих прослуховування вона заспівала пісню «Світлиця» та повернула всі чотири тренерських крісла. У результаті серед тренерів Chilly обрала Тіну Кароль. У півфіналі талант-шоу Chilly виконала пісню «Яблінька», але не потрапила до фіналу, поступившись іншому учаснику команди Кароль — Олександру Клименку.
Співачка брала участь у Національному відборі на «Євробачення-2020».

## Склад «Катя Chilly Group 432Гц»
Теперішні учасники
- Катя Chilly — вокал
- Валентин Корнієнко — контрабас
- Алек Фантаєв — ударні
- Сергій Охрімчук — скрипка
- Максим Сидоренко — фортепіано
- Сергій Потієнко — бандура

Колишні учасники
- Ксенія Задорска — скрипка
- Юрій Галінін — контрабас
- Дмитро Борисов — джамбей
- Ваня Власенко — драмбуки

## Дискографія

### Студійні альбоми
- Русалки in da House (1998)
- Я — молодая (2006)

### Невидані альбоми
- Сон (2002)

### Сингли
- Півні (2005)

### Саундтреки
Варіант народної пісні «Тече річка невеличка» у виконанні Каті Chilli став саундтреком до фільму «Тарас. Повернення» .

## Музичні відео
| Рік  | Назва                                   | Режисер                      |
| ---- | --------------------------------------- | ---------------------------- |
| 1996 | «У землі»                               | Наталя Шевчук                |
| 2003 | «Понад хмарами» (з Сашком Положинським) | Віктор Придувалов            |
| 2005 | «Півні»                                 | Іван Цюпка                   |
| 2006 | «Я молодая»                             | Ігор та Олександр Стеколенки |
| 2008 | «Крашен вечір»                          | Ваня Тимченко                |

## Громадська позиція
У 2017 році підтримала гуманістичну ініціативу UAnimals та вийшла на Всеукраїнський марш за права тварин..
|  | Страшно уявити, скільки благання про допомогу до Бога у тварин: цілі популяції, види і сім'ї. Щоб розрядився масовий анабіоз людини, яка відчула свою силу, але сама беззахисна від жорстокості, страшно уявити, скільки мучеників на планеті з царства тварин тільки тому, що вони слабші. Я йду на марш за права тварин! |

## Телебачення
- Ігри патріотів — гравець (1 сезон 2005 року)